# Acid meconic
Acidul meconic este un acid identificat și izolat din specii din familia Papaveraceae (Papaver somniferum, Papaver bracteatum). Constituie cam 5 % din cantitatea totală de opiu și de regulă este utilizat ca marker pentru identificarea opiului. Datorită prezenței sale în preparatele de opiu i s-au atribuit inițial proprietăți narcotice de tip mediu, în timp dovedindu-se inactiv din punct de vedere farmacologic. Are proprietatea de a forma săruri cu alcaloizii și cu metalele (meconați). A fost izolat pentru prima oară de Friedrich Sertürner în 1805.